# Lucas Gourna-Douath
Lucas Gourna-Douath (Villeneuve-Saint-Georges, 5 agosto 2003) è un calciatore francese, centrocampista del Salisburgo.

## Caratteristiche tecniche
È un centrocampista difensivo.
Nell'ottobre del 2023, è stato incluso nella lista dei 25 finalisti del premio European Golden Boy, assegnato dal quotidiano Tuttosport al miglior giocatore Under-21 militante in un campionato europeo.

## Carriera

### Club

#### Inizi
Cresciuto nel settore giovanile del Saint-Étienne, nel 2019 è entrato a far parte della seconda squadra impiegata nel Championnat de France amateur, debuttando il 23 novembre in occasione dell'incontro vinto 1-0 contro l'Andrézieux. Promosso in prima squadra nel 2020, ha esordito in Ligue 1 il 17 settembre subentrando a venti minuti dalla fine del match vinto 2-0 contro l'Olympique Marsiglia.

#### Salisburgo
Tra il 2022 ed il 2025 ha giocato complessivamente 60 partite nella prima divisione austriaca con la maglia del Salisburgo, con cui nella stagione 2022-2023 ha anche vinto un campionato. Con il club austriaco ha anche esordito nelle competizioni confederali, giocando in totale 23 partite tra UEFA Champions League e UEFA Europa League durante il suo periodo di permanenza in rosa.

#### Roma
Il 3 febbraio 2025 si trasferisce in prestito con diritto di riscatto alla Roma.
Il 9 febbraio seguente esordisce in campionato venendo schierato titolare contro il Venezia, per poi essere sostituito al 58º minuto del secondo tempo.

### Nazionale
Ha giocato nelle nazionali giovanili francesi Under-16, Under-17, Under-19, Under-20 e Under-21.

## Statistiche

### Presenze e reti nei club
Statistiche aggiornate al 18 maggio 2025.
| Stagione             | Squadra              | Campionato           | Campionato | Campionato | Coppe nazionali | Coppe nazionali | Coppe nazionali | Coppe continentali | Coppe continentali | Coppe continentali | Altre coppe | Altre coppe | Altre coppe | Totale | Totale |
| Stagione             | Squadra              | Comp                 | Pres       | Reti       | Comp            | Pres            | Reti            | Comp               | Pres               | Reti               | Comp        | Pres        | Reti        | Pres   | Reti   |
| -------------------- | -------------------- | -------------------- | ---------- | ---------- | --------------- | --------------- | --------------- | ------------------ | ------------------ | ------------------ | ----------- | ----------- | ----------- | ------ | ------ |
| 2019-2020            | Saint-Étienne 2      | N2                   | 6          | 0          | -               | -               | -               | -                  | -                  | -                  | -           | -           | -           | 6      | 0      |
| 2020-2021            | Saint-Étienne        | L1                   | 30         | 0          | CF              | 0               | 0               | -                  | -                  | -                  | -           | -           | -           | 30     | 0      |
| 2021-2022            | Saint-Étienne        | L1                   | 31+1       | 1          | CF              | 3               | 0               | -                  | -                  | -                  | -           | -           | -           | 35     | 1      |
| Totale Saint-Étienne | Totale Saint-Étienne | Totale Saint-Étienne | 62         | 1          |                 | 3               | 0               |                    | -                  | -                  |             | -           | -           | 65     | 1      |
| 2022-2023            | Liefering            | 2L                   | 1          | 0          |                 | -               | -               | -                  | -                  | -                  | -           | -           | -           | 1      | 0      |
| 2022-2023            | Salisburgo           | BL                   | 21         | 0          | CA              | 3               | 0               | UCL+UEL            | 6+2                | 0                  | -           | -           | -           | 32     | 0      |
| 2023-2024            | Salisburgo           | BL                   | 28         | 0          | CA              | 2               | 1               | UCL                | 5                  | 0                  | -           | -           | -           | 35     | 1      |
| 2024-feb. 2025       | Salisburgo           | BL                   | 11         | 0          | CA              | 2               | 1               | UCL                | 10                 | 0                  | -           | -           | -           | 23     | 1      |
| Totale Salisburgo    | Totale Salisburgo    | Totale Salisburgo    | 60         | 0          |                 | 7               | 2               |                    | 23                 | 0                  |             | -           | -           | 90     | 2      |
| feb.-giu. 2025       | Roma                 | A                    | 6          | 0          | CI              | 0               | 0               | UEL                | -                  | -                  | -           | -           | -           | 6      | 0      |
| Totale carriera      | Totale carriera      | Totale carriera      | 135        | 1          |                 | 10              | 2               |                    | 23                 | 0                  |             | -           | -           | 168    | 3      |

### Cronologia presenze e reti in nazionale
| Cronologia completa delle presenze e delle reti in nazionale ― Francia under 21 | Cronologia completa delle presenze e delle reti in nazionale ― Francia under 21 | Cronologia completa delle presenze e delle reti in nazionale ― Francia under 21 | Cronologia completa delle presenze e delle reti in nazionale ― Francia under 21 | Cronologia completa delle presenze e delle reti in nazionale ― Francia under 21 | Cronologia completa delle presenze e delle reti in nazionale ― Francia under 21 | Cronologia completa delle presenze e delle reti in nazionale ― Francia under 21 | Cronologia completa delle presenze e delle reti in nazionale ― Francia under 21 |
| Data                                                                            | Città                                                                           | In casa                                                                         | Risultato                                                                       | Ospiti                                                                          | Competizione                                                                    | Reti                                                                            | Note                                                                            |
| ------------------------------------------------------------------------------- | ------------------------------------------------------------------------------- | ------------------------------------------------------------------------------- | ------------------------------------------------------------------------------- | ------------------------------------------------------------------------------- | ------------------------------------------------------------------------------- | ------------------------------------------------------------------------------- | ------------------------------------------------------------------------------- |
| 17-10-2023                                                                      | Grenoble                                                                        | Francia under 21                                                                | 9 – 0                                                                           | Cipro under 21                                                                  | Qual. Europeo Under-21 2025                                                     | -                                                                               | 59’                                                                             |
| 17-11-2023                                                                      | Ried im Innkreis                                                                | Austria under 21                                                                | 2 – 0                                                                           | Francia under 21                                                                | Qual. Europeo Under-21 2025                                                     | -                                                                               | 13’                                                                             |
| 20-11-2023                                                                      | Le Havre                                                                        | Francia under 21                                                                | 0 – 3                                                                           | Corea del Sud under 22                                                          | Amichevole                                                                      | -                                                                               | 71’                                                                             |
| Totale                                                                          |                                                                                 | Presenze                                                                        | 3                                                                               |                                                                                 | Reti                                                                            | 0                                                                               |                                                                                 |

| Cronologia completa delle presenze e delle reti in nazionale ― Francia under 20 | Cronologia completa delle presenze e delle reti in nazionale ― Francia under 20 | Cronologia completa delle presenze e delle reti in nazionale ― Francia under 20 | Cronologia completa delle presenze e delle reti in nazionale ― Francia under 20 | Cronologia completa delle presenze e delle reti in nazionale ― Francia under 20 | Cronologia completa delle presenze e delle reti in nazionale ― Francia under 20 | Cronologia completa delle presenze e delle reti in nazionale ― Francia under 20 | Cronologia completa delle presenze e delle reti in nazionale ― Francia under 20 |
| Data                                                                            | Città                                                                           | In casa                                                                         | Risultato                                                                       | Ospiti                                                                          | Competizione                                                                    | Reti                                                                            | Note                                                                            |
| ------------------------------------------------------------------------------- | ------------------------------------------------------------------------------- | ------------------------------------------------------------------------------- | ------------------------------------------------------------------------------- | ------------------------------------------------------------------------------- | ------------------------------------------------------------------------------- | ------------------------------------------------------------------------------- | ------------------------------------------------------------------------------- |
| 21-9-2022                                                                       | Radès                                                                           | Tunisia under 20                                                                | 0 – 0                                                                           | Francia under 20                                                                | Amichevole                                                                      | -                                                                               | Cap. 62’                                                                        |
| 22-3-2023                                                                       | Marbella                                                                        | Stati Uniti under 20                                                            | 0 – 4                                                                           | Francia under 20                                                                | Amichevole                                                                      | -                                                                               | Cap. 18’ 46’                                                                    |
| Totale                                                                          |                                                                                 | Presenze                                                                        | 2                                                                               |                                                                                 | Reti                                                                            | 0                                                                               |                                                                                 |

| Cronologia completa delle presenze e delle reti in nazionale ― Francia under 19 | Cronologia completa delle presenze e delle reti in nazionale ― Francia under 19 | Cronologia completa delle presenze e delle reti in nazionale ― Francia under 19 | Cronologia completa delle presenze e delle reti in nazionale ― Francia under 19 | Cronologia completa delle presenze e delle reti in nazionale ― Francia under 19 | Cronologia completa delle presenze e delle reti in nazionale ― Francia under 19 | Cronologia completa delle presenze e delle reti in nazionale ― Francia under 19 | Cronologia completa delle presenze e delle reti in nazionale ― Francia under 19 |
| Data                                                                            | Città                                                                           | In casa                                                                         | Risultato                                                                       | Ospiti                                                                          | Competizione                                                                    | Reti                                                                            | Note                                                                            |
| ------------------------------------------------------------------------------- | ------------------------------------------------------------------------------- | ------------------------------------------------------------------------------- | ------------------------------------------------------------------------------- | ------------------------------------------------------------------------------- | ------------------------------------------------------------------------------- | ------------------------------------------------------------------------------- | ------------------------------------------------------------------------------- |
| 2-9-2021                                                                        | Domžale                                                                         | Francia under 19                                                                | 5 – 2                                                                           | Russia under 19                                                                 | Amichevole                                                                      | -                                                                               | Cap. 56’                                                                        |
| 4-9-2021                                                                        | Zaprešić                                                                        | Slovacchia under 19                                                             | 1 – 1                                                                           | Francia under 19                                                                | Amichevole                                                                      | -                                                                               | 82’                                                                             |
| 7-9-2021                                                                        | Domžale                                                                         | Slovenia under 19                                                               | 2 – 2                                                                           | Francia under 19                                                                | Amichevole                                                                      | -                                                                               | Cap.                                                                            |
| 6-10-2021                                                                       | Marbella                                                                        | Francia under 19                                                                | 3 – 1                                                                           | Inghilterra under 19                                                            | Amichevole                                                                      | -                                                                               |                                                                                 |
| 9-10-2021                                                                       | Marbella                                                                        | Belgio under 19                                                                 | 1 – 0                                                                           | Francia under 19                                                                | Amichevole                                                                      | -                                                                               |                                                                                 |
| 11-10-2021                                                                      | Marbella                                                                        | Francia under 19                                                                | 4 – 1                                                                           | Messico under 19                                                                | Amichevole                                                                      | -                                                                               | 71’                                                                             |
| 13-11-2021                                                                      | Rrogozhinë                                                                      | Francia under 19                                                                | 2 – 0                                                                           | Macedonia del Nord under 19                                                     | Qual. Europeo Under-19 2022                                                     | -                                                                               | Cap.                                                                            |
| 16-11-2021                                                                      | Rrogozhinë                                                                      | Serbia under 19                                                                 | 1 – 2                                                                           | Francia under 19                                                                | Qual. Europeo Under-19 2022                                                     | -                                                                               | 46’ 76’                                                                         |
| 23-3-2022                                                                       | Dax                                                                             | Francia under 19                                                                | 5 – 0                                                                           | Svezia under 19                                                                 | Qual. Europeo Under-19 2022                                                     | -                                                                               | Cap. 74’                                                                        |
| 26-3-2022                                                                       | Saint-Paul-lès-Dax                                                              | Francia under 19                                                                | 0 – 1                                                                           | Rep. Ceca under 19                                                              | Qual. Europeo Under-19 2022                                                     | -                                                                               | Cap.                                                                            |
| 29-3-2022                                                                       | Dax                                                                             | Bosnia ed Erzegovina under 19                                                   | 1 – 2                                                                           | Francia under 19                                                                | Qual. Europeo Under-19 2022                                                     | -                                                                               | 58’                                                                             |
| Totale                                                                          |                                                                                 | Presenze                                                                        | 11                                                                              |                                                                                 | Reti                                                                            | 0                                                                               |                                                                                 |

## Palmarès

### Club
- Campionato austriaco: 1

Salisburgo: 2022-2023